# Інтасом
Інтасом (лаос. ເຈົ້າອິນທະໂສມ; пом. 1749) — третій володар королівства Луанґпхабанґ.
Був молодшим братом короля Кінґкітсарата. Зійшов на трон 1723 року, поваливши свого двоюрідного брата Онг Кхама, скориставшись його відсутністю у столиці. До того Інтасом обіймав посаду віцекороля.
В цілому його правління було мирним. Помер 1749 року, після чого престол успадкував його син Інтапхом.